# 可変翼

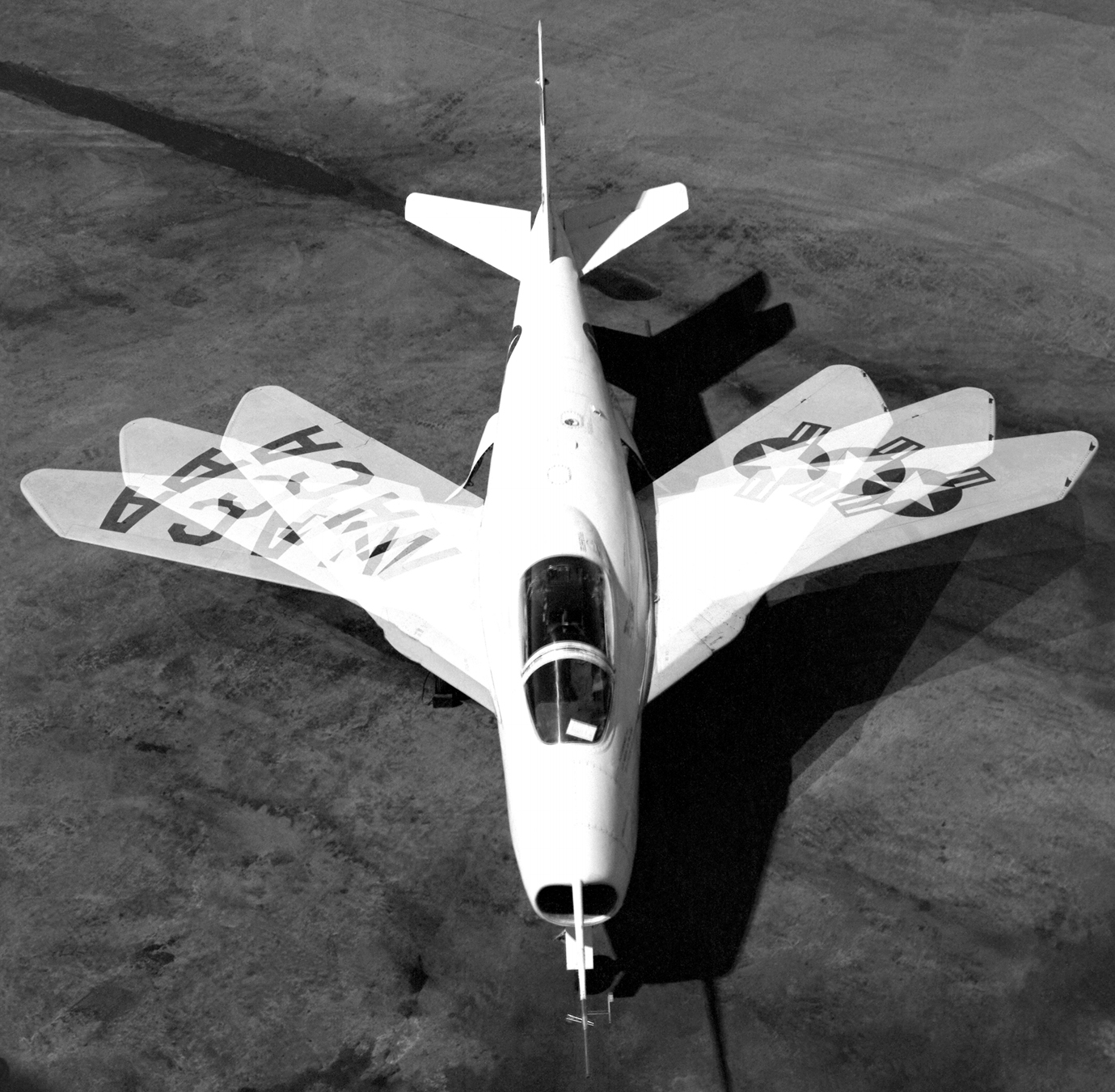
X-5 可変翼の多重露出

可変翼（かへんよく）とは、飛行機において、その翼を、航空力学的な特性から見て翼平面形が異なるタイプに属すると言えるほどに飛行中に変形させられる機構を持った翼のことで、特に主翼について言う。後退角を変化させるものが多いが、翼端を折り下げてアスペクト比の変化を狙ったものもある。可変翼を有する機を可変翼機という。英語ではswing-wingなどという他、直訳すると「可変形状翼」となるVariable Geometry wingという表現もあり、VG翼・VG翼機などともいう。可変翼機は低速から高速まで、低い空気抵抗と適切な揚力を得ることができるが、機構が複雑であることによってその効果以上に設計から製造、メンテナンスに至るまで高価になることから、実験機以外で実運用に供されたモデルは、ほぼ軍用機のみである。

## 概要

可変翼

主翼の後退角は、低速巡航時や離着陸時には高い揚力が必要となり翼幅荷重が低い事が望ましく、高速時には空気抵抗を減少させるために翼幅が小さいほうが都合がよい。飛行中に後退角、ひいては翼幅を変化させることができるならば、どの速度領域においても、低い空気抵抗と適切な揚力を得ることができるようになる。通常の航空機では、主翼の後退角を変化させることはできないため、可変翼を実現させるにあたっては特別な機構が必要となる。
可変翼の機構としては、黎明期には胴体内にレールを設け、翼根 を前後に動かすことによって角度を変更するものであったが、後に胴体または主翼の途中にピボット(pivot:回転軸)を設け、そこより外側の主翼を動かすものとなった。ただし機構は重く複雑・高価なものとなり、その重量は航空機の性能に悪影響を与える。また、後退角の変化は重心や空力中心が移動する事態も発生するため、その検討も必要となる。黎明期に翼根を前後に移動させる方法が用いられたのも後退角の変化による重心や空力中心の移動を抑制することが目的であったが、後述の操縦特性の変化を補正する手法の確立により重量増加が大きく構造が複雑となる胴体内レールを用いる方法は実用には至らず、主翼の根元 付近にピボットを用いる方法が実用となった。機体重量が増大し、高価格となるために民間機で実用化されたものはなく、軍用機のみが実用化されている。
鳥類は飛行中に翼をたたむことで、翼幅をある程度変化させている。

## 開発

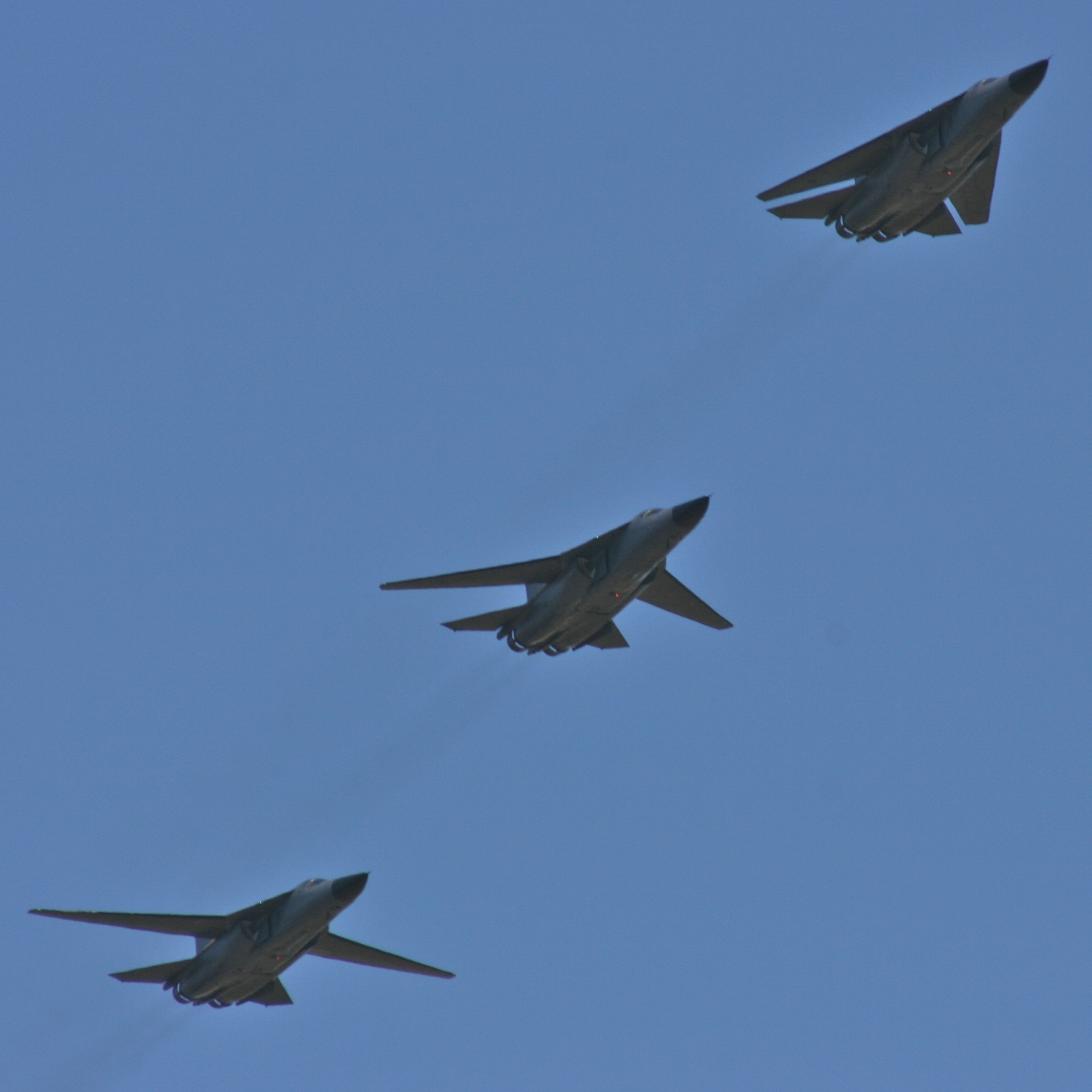
主翼に異なる後退角をつけて飛行するF-111群

可変翼の具体的な研究は、第二次世界大戦中のナチス・ドイツを端緒としている。Me P.1101ジェット戦闘機が研究されていたが、完成前に終戦となった。ただし、Me P.1101は地上でのみ、後退角を変化させることができた。この技術資料を入手したアメリカ合衆国はX-5を開発した。X-5は飛行中に後退角を変化させることができ、1951年に飛行試験にまで漕ぎ着けている。
後退角を変化させる方法とは別に、1930年代後半から第二次世界大戦中にかけて、ソ連では、下翼を上翼に引き込むことで単葉機と複葉機の間で形態を可変としたニキーチン・シェフチェンコIS戦闘機が開発され、1940年には初飛行を行ったが、このタイプはそれ以上の発展をみることはなかった。
実用機への動きは、まずアメリカ海軍の艦上戦闘機で行われた。航空母艦への発着艦と要撃を行うには、安定した低速飛行性能と加速・高速性能との両立が求められるためである。可変翼戦闘機・グラマンXF10Fが1952年5月に初飛行したが、機構の複雑性による重量過大・低整備性があり、ジェットエンジンが非力であったことも手伝い、実用化はなされなかった。特に後退角の変化により操縦特性が変化するため、非常に操縦がやりにくい機体になってしまったのが、一番の難点であった。
初の実用機はアメリカのF-111である。前述の操縦性の問題についてコントロール増強システム（CAS）を付加する事によって、コンピュータ制御によって操縦特性を補正する手法が確立した事によるものである。F-111は1964年に初飛行し、アメリカ空軍に採用された。F-111はアメリカ海軍向け艦載機型も開発されたが、ここでも重量過大を理由に採用されなかった。
ソビエト連邦でもSu-7の主翼の中ほどにピボットを設けたSu-17が開発され、1969年に初飛行している。特にツポレフは可変翼の爆撃機を多数設計している。その後、アメリカのB-1、ヨーロッパのトーネード IDS、トーネード ADV、ソ連のMiG-23、Su-24、Tu-160などが実用化された。民間機ではボーイング2707の開発段階で検討されたが、のちにデルタ翼の計画となり、それも実用化されなかった。
アメリカ海軍のF-14戦闘機の可変翼は、特に優れたものである。初期の可変翼機が、巡航時に手動で後退角度を変更するものなのに対して、F-14はコンピューターによる自動制御を行っている。このため単なる低速時や離着陸時にとどまらず、旋回時にも主翼の後退角を小さくし翼幅を広げて、これにより高い旋回性能を得ている。

## 衰退
しかしながら可変翼の採用は1960年代後半から70年代にかけての、短期間の流行で終わった。それらは以下の理由による。

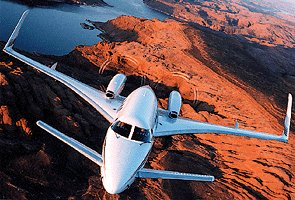
ビーチクラフト スターシップ　民間機には珍しい可変翼機だが、コストが高くなりすぎて商業的には失敗した。

- ビーチクラフト スターシップ　民間機には珍しい可変翼機だが、コストが高くなりすぎて商業的には失敗した。重量の増加 - 可変翼の複雑な構造は機体重量の増加となり、可変翼による性能向上効果が相殺される。
- コスト増加 - 同じく可変翼の複雑な構造は製造と運用、メンテナンスコストの上昇を招き、そのコストに見合った効果が得られるか疑問視された。
- 航空機に対する要求の変化 - 可変翼は低速性能と高速性能を両立させるための機構であるが、1970年代以降マッハ2級の最高速度は実用上の意味がないとして高速性能の追求がなされなくなった。
- エンジンの発達 - ジェットエンジンのパワーが強力となり、後退角が小さな主翼の機体でも、十分な速度性能を得る事ができるようになった。
- CCV（Control Configured Vehicle）設計の確立 - この手法による運動性向上のため、F-14のような旋回時に主翼幅を広げて旋回性能を高める手法に相対的に利点が薄れてしまった。
- STOL（短距離離着陸）技術の向上 - カナード翼、LEX（ストレーキ）のような、可変翼より単純な手法による離着陸性能の向上がなされた。
- ステルス性への悪影響 - 機体設計によりステルス性を得るには、主翼の後退角についても最適な設計が必要であり、それが変化する可変翼ではステルス性の追求が難しい。

その一方1990年代以降はスーパークルーズ性能が新たに着目されるようになった。エンジンをF110-GE-400に換装したF-14戦闘機は、ごく短時間であるがアフターバーナーなしで音速を突破可能であり、このためスーパークルーズを達成するための手法としても可変翼は有利ではないかと言われたこともある。しかしながらF-22やYF-23は強力で高速向きのエンジンによってスーパークルーズを達成し、結局可変翼が顧みられる事はなかった（上述の通り、両機はステルス性も追求している機体である事による）。F-22の艦載機型には可変翼の採用が検討されたものの、実現はなされなかった。XB-70バルキリーは、超音速および亜音速飛行での安定性を調整するため、速度に合わせて翼端を上下させることが可能であった。

## 斜め翼

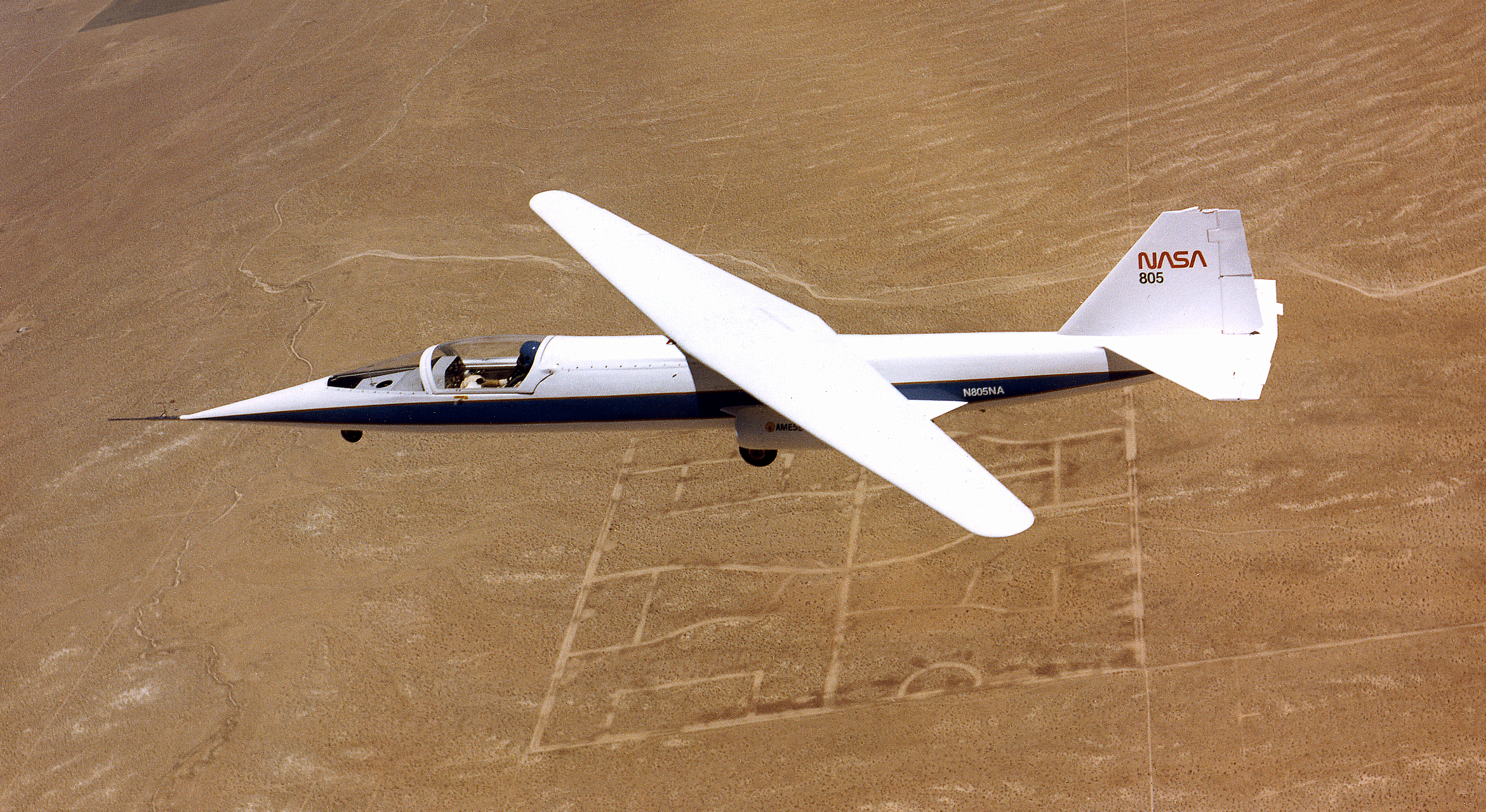
アメリカ航空宇宙局 AD-1

これまでに実用化されたのは、両翼に後退角を付ける可変翼だが、他の形態の可変翼も研究されている。
構造を簡易化するために、斜め翼（オブリーク翼）を可変翼化した翼も研究された。実用化された可変翼機は左右対称に翼平面形を変化させるために、ピボットを2ヶ所有している。オブリーク翼ではピボットを1ヶ所にすることにより、機構を簡易化し、重量軽減を図った。この機構では、片方が後退翼のときに、もう片方が前進翼となり、左右非対称の形状となる。アメリカ航空宇宙局ドライデン飛行研究センターで無人実験機、さらに1979年有人実験機 AD-1 が作られ1982年にかけて79回の実験飛行が行われた。軍用実用機や商用機の例は（2017年現在で）まだない。AD-1 はバート・ルータン設計で、異型の航空機の多い彼の設計の中でも特に異色な部類に入るうちの一機である。
無人機ではノースロップ・グラマンは主翼を最大60度まで回転させるスイッチブレードの計画があった。

## スペースプレーン
スペースプレーンは、状況によって速度、高度が大きく変化する。
翼は打ち上げの際は有害な空気抵抗の源となるため可能な限り小さく、地上に降り立つ際は速度を落とすため可能な限り大きくするのが望ましい。
この相反する条件を満たすのに可変翼は非常に有効である。
ソ連のスピラーリや、Energia II (Uragan)再利用可能ロケットブースターがその例で、現在研究が進むロシアの再利用可能ロケットも帰還時に翼を展開する構造をとっている。

## 採用航空機一覧
アメリカ合衆国
- F-111 アードバーク
- F-14 トムキャット
- B-1 ランサー

 ソビエト連邦 /  ロシア
- MiG-23 / MiG-27 フロッガー

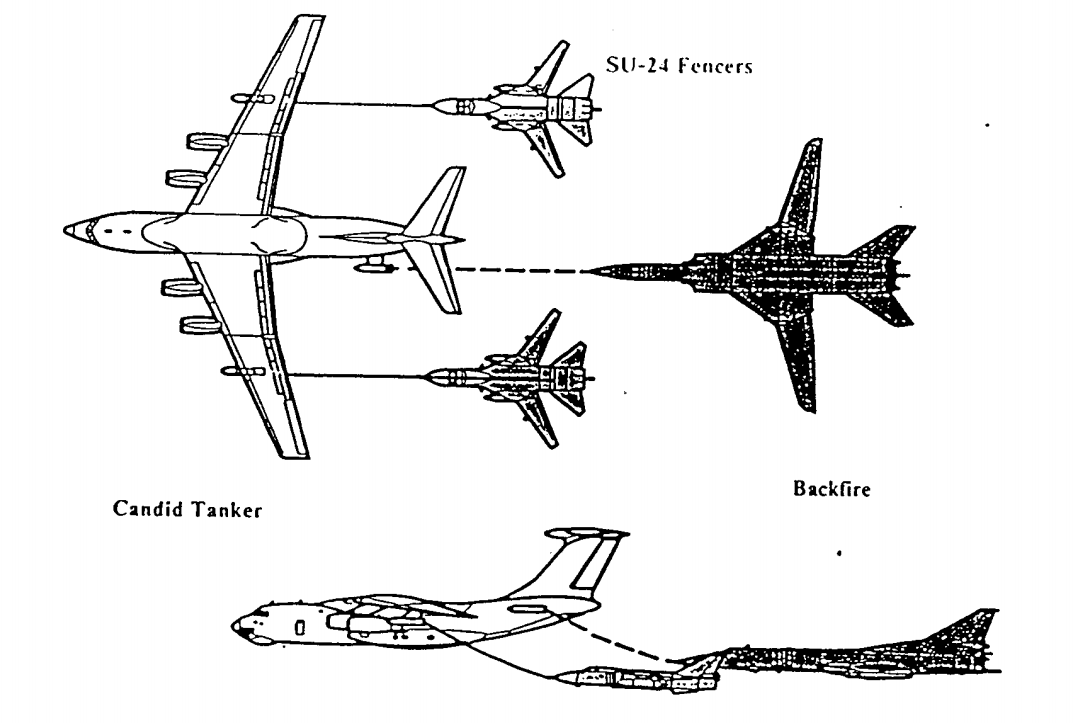
可変翼は主に戦闘爆撃機や戦略爆撃機で採用される

- Su-17 / Su-20 / Su-22 フィッター
- Su-24 フェンサー
- Tu-22M バックファイア
- Tu-160 ブラックジャック

 フランス
- ミラージュG（試作のみ）

 イギリス /  ドイツ /  イタリア
- トーネード IDS
- トーネード ADV